# Aleksandar V., protupapa
Protupapa Alexandar V. (oko 1339. – 1410.) rođen je na Kreti kao Pietro Filagro de Candia, a za papu ga je 26. lipnja 1409. izabrao Sabor u Pisi. Ponekad se pojavljivao i na listama pravih papa, no danas ga se općenito smatra protupapom.

## Zapadni raskol
Stupio je u franjevački red. Studirao je na Oxfordu i u Parizu.
Dok se nalazio u Parizu dogodio se Zapadni raskol (1378. – 1417.). Filagro je bio jedan od pobornika pape Urbana VI. Nastanio se u Lombardiji, gdje je, zahvaljujući Giangaleazzu Viscontiju, milanskom vojvodi, postao i biskup, najprije u Piacenzi (1386.), potom u Vicenzi (1387.), u Novari (1389.) i konačno nadbiskup Milana (1402.).
Nakon što ga je papa Inocent VII. imenovao kardinalom (1405.), posvetio se djelovanju na jedinstvu Crkve, unatoč dvojici suprotstavljenih papa. Bio je jedan od zagovornika Sabora u Pisi, a njegovo ga je djelovanje dovelo u nemilost pape Grgura XII., koji mu je oduzeo i nadbiskupsku i kardinalsku čast.

## Izbor za papu
Kardinali koji su se okupili na Saboru u Pisi izabiru ga za novog papu, te proglašavaju svrgnutima obojicu suparničkih papa, Grgura XII. i Benedikta XIII. Okrunjen je 26. lipnja 1409., no, umjesto da označi kraj Zapadnog raskola, postao je treći papa, kao suparnik prethodnoj dvojici.

## Pontifikat
Kroz deset mjeseci svojeg pontifikata, nastojao je proširiti svoj utjecaj uz pomoć Francuske, a posebice uz pomoć vojvode Luja II. Anžuvinca, povjerivši mu Kraljevstvo Sicilije, koje je prethodno oduzeo Ladislavu Napuljskom.
Aleksandar je obećao raditi na obnovi Crkve, no malo je toga proveo u djelo. Među obnoviteljskim zahvatima ovog protupape, obično se navodi napuštanje prava »oprosta« te ponovno uvođenje kanonskog sustava izbora u katedralama i glavnim samostanima. Usto, osobito je išao na ruku prosjačkim redovima, kojima pripada i njegov franjevački red.
Umro je iznenada dok je bio s kardinalom Baldassarom Cossom u Bologni, u noći između 3. i 4. svibnja 1410. Tijelo mu je položeno u crkvi sv. Franje u Bologni. Kružile su tada glasine da ga je otrovao upravo Cossa, koji je postao i njegov nasljednik kao Ivan XXIII.